# Nasse Hütte

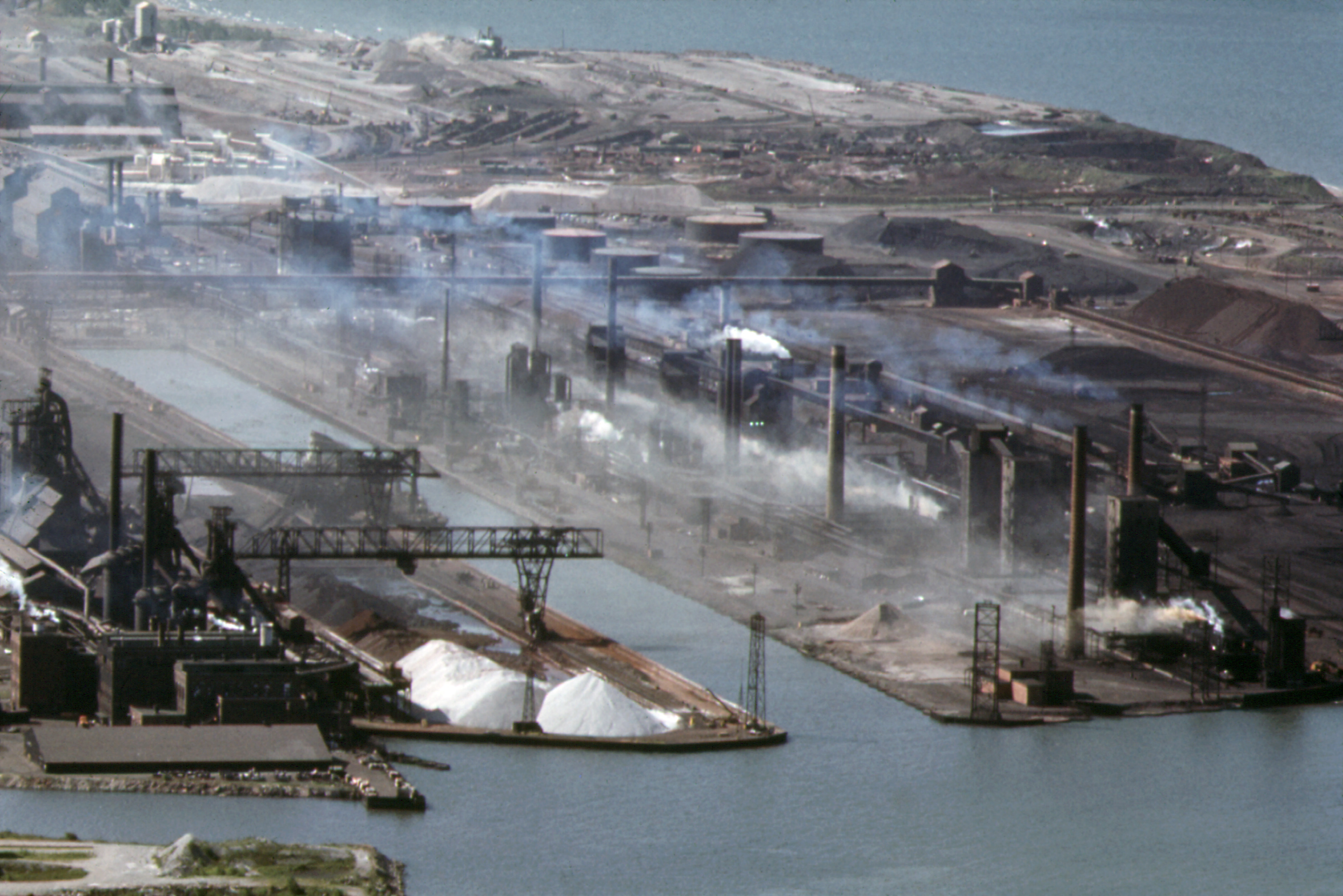
Ehemaliges Werk der Bethlehem Steel am Eriesee, Vereinigte Staaten.

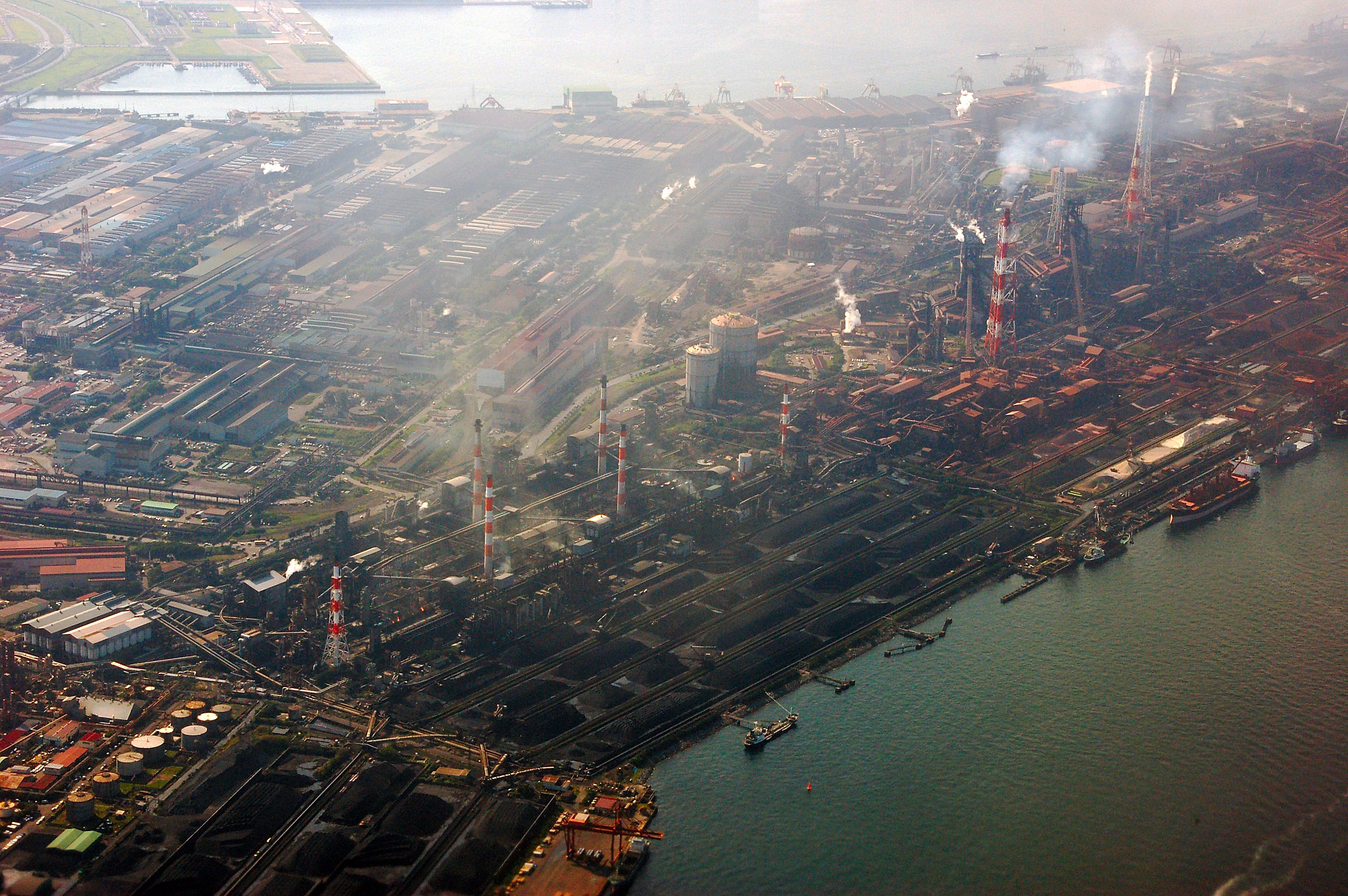
Das Werk Kimitsu Works von Nippon Steel in Kimitsu, Chiba, Japan.

Unter einer nassen Hütte versteht man ein Werk zur industriellen Verhüttung von Erz (meist Eisen), das an einem küstennahen Standort gelegen ist und seine zur Verarbeitung benötigten Rohstoffe (z. B. Erz, Kohle) über den Seeweg bezieht. In z. B. den Niederlanden oder Japan liegen viele Stahlwerke am Meer. Da diese Länder keine oder nur wenige eigene Rohstoffe besitzen und daher einen Großteil importieren, werden diese oft mit Schiffen angeliefert und gleich im Hafen weiterverarbeitet. Nach der Produktion kann das fertige Produkt dann wieder verladen und exportiert werden.
Vorteile dieser Produktionsweise sind die geringeren Kosten und dass das fertige Produkt schneller geliefert werden kann, als wenn es aus dem Landesinneren zur Küste transportiert werden müsste. Da die Rohstoffe Mitteleuropas schon seit einem halben Jahrhundert stark schrumpfen, wurden immer mehr Werke z. B. aus dem Ruhrgebiet an die Nordseeküste verlagert. Die Lage kann jedoch Fluch und Segen zugleich sein, bei Stürmen oder Flutwellen sind diese Werke am Wasser deutlich gefährdeter als solche, die im Land liegen.

## Weblink
- Nasse Hütten, Der Spiegel 13/1970